# Maestà
Maestà è il trattamento spettante ai re e alle regine regnanti in un determinato momento.

## Origine
In origine, durante la Repubblica romana, la parola maiestas fu il termine giuridico per indicare la suprema dignità dello Stato. Questa dignità portò all'esistenza di un reato specifico, chiamato crimen laesae maiestatis, letteralmente reato di lesa maestà, costituito dalla violazione dell'autorità statale.

## In occidente
Dopo la caduta dell'Impero romano il termine maestà venne utilizzato esclusivamente per appellare i sovrani di più alto rango benché, generalmente, fosse attributo di Dio. I sovrani incominciarono ad attribuirselo con intento auto-elogiativo. Il primo re inglese a usare il trattamento di "sua maestà" fu Enrico VIII d'Inghilterra (i suoi predecessori usavano il trattamento di sua grazia). Alla fine il trattamento fu regolamentato per legge e tutti i re e le regine d'Europa poterono fregiarsi di questo appellativo. Si ebbero delle differenziazioni, come maestà cattolica per il re di Spagna e maestà britannica per quella inglese, maestà danese, maestà svedese per distinguerle dagli altri monarchi, e ancora maestà siciliana, maestà sarda per il regno di Sardegna.
I sovrani di principati, essendo considerati meno importanti dei sovrani dei regni, hanno assunto il trattamento di "altezza" o di "sua altezza serenissima". A tutti i sovrani di stati principeschi all'interno dell'impero britannico e del Sacro Romano Impero venne negato il trattamento di maestà, ma venne concesso quello di altezza, poiché essi non erano sovrani con la pienezza dei poteri.
Alcuni monarchi cristiani ebbero anche titoli concessi dal pontefice:
- sua maestà cattolica per il re di Spagna
- sua maestà cristianissima per il re di Francia
- sua maestà fedelissima per il re del Portogallo
- sua maestà apostolica per il re d'Ungheria
- sua maestà ortodossa per il re di Polonia

## Regno Unito

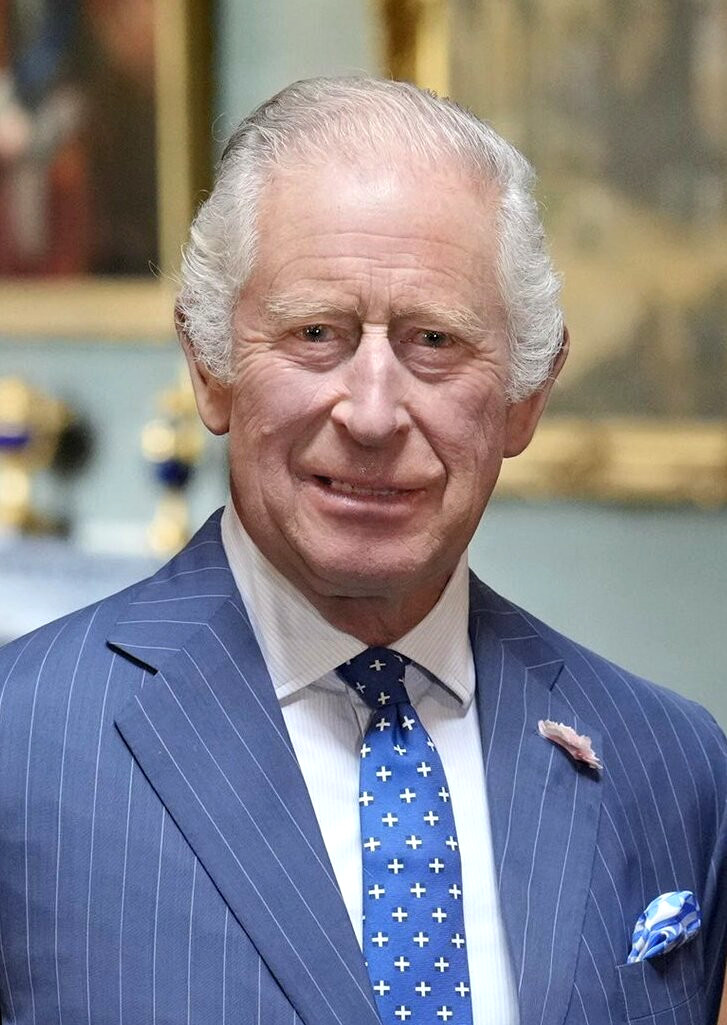
Sua Maestà il re Carlo III

Nel Regno Unito sono stati usati parecchi termini derivanti da maestà (alcuni di essi perdurano tuttora), sia per distinguere il sovrano dagli altri monarchi europei, sia come ulteriori forme di esaltazione del monarca nei documenti ufficiali o in occasioni importanti. "Sua graziosissima maestà"  veniva utilizzato soltanto nelle occasioni più formali. Intorno al 1519 il re Enrico VIII d'Inghilterra decise che "sua maestà" sarebbe stato il trattamento convenzionale nei confronti del sovrano d'Inghilterra. Tuttavia questa innovazione perdurò a lungo in uno stato di uso arbitrario, convivendo con altre formule come "sua grazia" o "sua altezza" anche nei documenti ufficiali. Per esempio, una legge di Enrico VIII usa indiscriminatamente tutti e tre i trattamenti: l'articolo 15 comincia con "Sua Altezza il Re" (the Kinges Highness), il 16 con "Sua Maestà il Re" (the Kinges Majestie) e l'articolo 17 con "Sua Grazia il Re" (the Kinges Grace).
In Scozia, prima dell'atto di Unione del 1707, i sovrani ricevevano il trattamento di "vostra grazia". Durante il regno di Giacomo I d'Inghilterra, l'appellativo di maestà divenne il trattamento ufficiale del sovrano, escludendo così tutti gli altri. Tuttora al sovrano si fa riferimento come "sua graziosissima maestà", una fusione sia del trattamento scozzese sia di quello inglese.
Maestà britannica è invece il titolo spettante per il monarca negli atti diplomatici, nella legge e nei rapporti internazionali. Per esempio, nel mandato per la Palestina della Società delle Nazioni era "sua maestà britannica" che veniva indicata come mandataria.
Il titolo di maestà britannica è notoriamente utilizzato, oltre che nelle leggi e negli atti ufficiali, in tutti i passaporti britannici, nei quali viene usata la frase: Her Britannic Majesty's Secretary of State requests and requires in the Name of Her Majesty all those whom it may concern to allow the bearer to pass freely without let or hindrance, and to afford the bearer such assistance and protection as may be necessary ("Il segretario di stato di sua maestà britannica chiede e richiede in nome di sua maestà a tutti coloro che sono interessati di consentire al portatore di transitare liberamente, senza ostacoli, e di garantire al portatore l'assistenza e la protezione che possono essere necessarie").
"Sua eccellente maestà" è invece utilizzato nelle leggi del parlamento con la frase: "Be it enacted by the Queen's (King's) most Excellent Majesty, by and with the advice and consent of the Lords Spiritual and Temporal, and Commons, in this present Parliament assembled, and by the authority of the same, as follows: ... ("Sia emanata dalla regina (o dal re), eccellente maestà, con il consenso dei lord spirituali e temporali e dei comuni riuniti in questo parlamento, e dall'autorità degli stessi, quanto segue:...)".

## Imperatori
Nel caso degli imperatori non si usa semplicemente l'appellativo di "sua maestà", bensì quello di "sua maestà imperiale". L'unico sovrano in carica a detenere tale titolo è l'imperatore del Giappone, che siede sull'unico trono imperiale oggi esistente.

## Varianti
- maestà cristianissima: trattamento del re di Francia
- maestà fedelissima: trattamento del re del Portogallo
- maestà apostolica: trattamento del re d'Ungheria
- maestà ortodossa: trattamento del re di Polonia
- maestà cattolica: trattamento del re di Spagna
- maestà britannica: trattamento del re del Regno Unito
- maestà cesarea: trattamento dell'Imperatore del Sacro Romano Impero
- maestà imperiale: trattamento riconosciuto, negli ultimi tre secoli, agli imperatori di Austria, Russia, Francia, Germania, Turchia, Persia, Cina, Giappone, Etiopia, Messico, Brasile e Centrafrica. Era inoltre riconosciuto al re di Gran Bretagna in quanto imperatore delle Indie, nonché al re d'Italia in quanto imperatore d'Etiopia.